# Florimond Long Minton
Pour les articles homonymes, voir Minton.

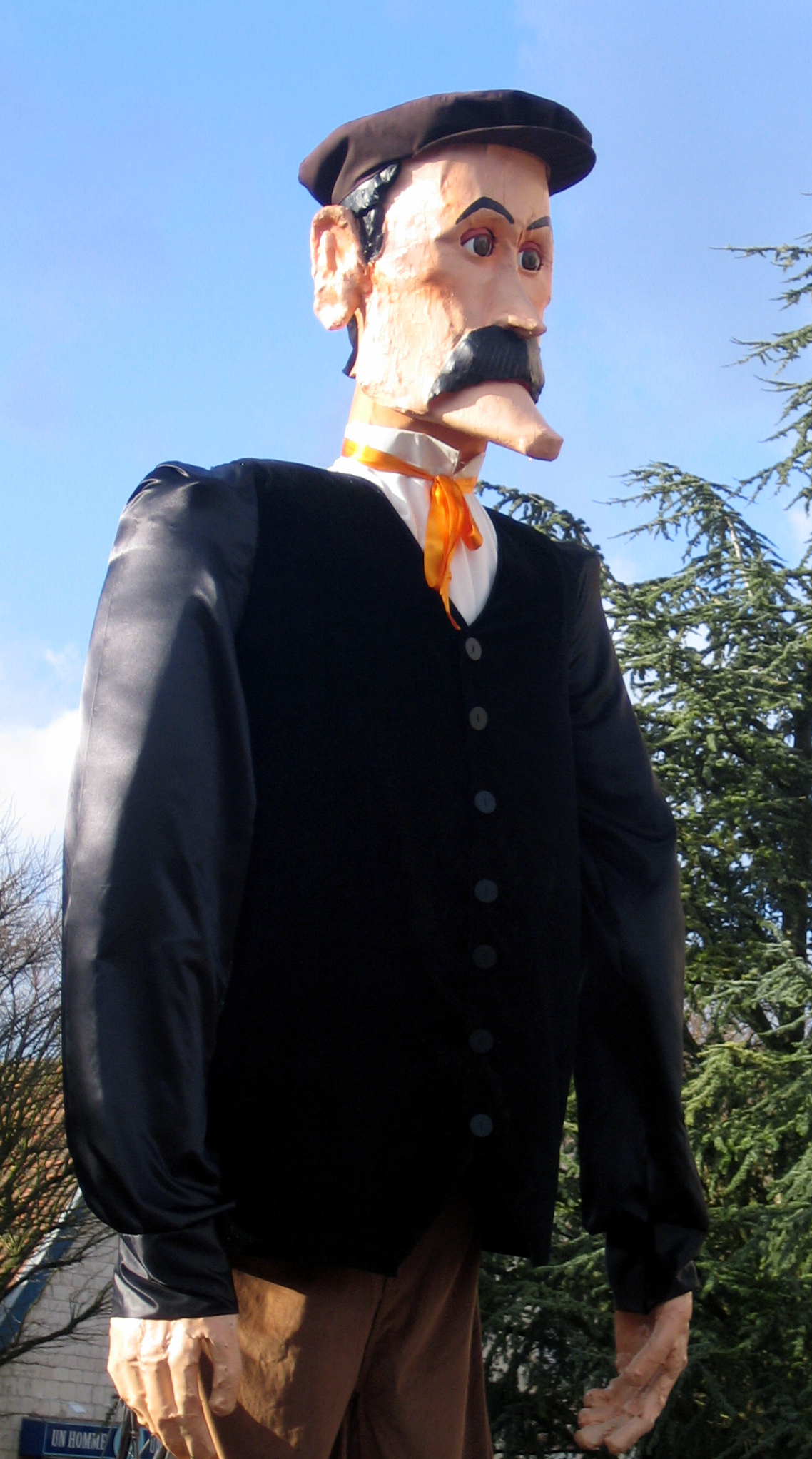
Mannequin de Florimond avec une moustache épaisse lors de la procession du 18 03 2007.

Florimond Long Minton, parfois francisé en Fleurimont ou Fleurimond, est le géant local de la ville de Doullens, dans le département de la Somme, en France.

## Description
Comme son nom l'indique, il a un menton en galoche. Son visage, vu de profil, fait penser à un croissant de lune dont l'extrémité inférieure est justement le menton et la pointe supérieure est dessinée par la visière de sa casquette de paysan ou de jardinier picard de l'entre-deux-guerres. Une épaisse moustache lui couvre la bouche et il porte une cravate en ruban nouée au col de sa liquette (chemise). La chaînette de sa montre de gousset dessine un arc de cercle clair entre l'un des derniers gros boutons et une poche de son gilet noir à manches. Un lourd patalon (pantalon) de travail, solide et résistant, en velours d'Amiens couvre ses jambes. Sur son avant-bras gauche relevé, bien calé au pli du coude, est suspendu un panier en osier.

## Histoire

### Origines
Le personnage naît de l'imagination et sous la plume du directeur du journal local Le Petit Doullennais et auteur picardisant, Charles Dessaint (1875-1941), qui publie des textes régulièrement de 1925 à 1935.
Ces textes sont réunis dans un recueil en 1945 sous le titre d'Eine pougnie ed' contes ed' Florimond-Long-Minton. Celui-ci est notamment réédité en 1973, 1979 et 1997, le plus souvent sous le titre simplifié des Contes ed' Florimond-Long-Minton.

### Première version et inauguration
La première réalisation du géant de parade est initiée par le Syndicat d'initiative de l'époque et, lors de l'inauguration de la semaine commerciale, le dimanche 10 novembre 1935, Florimond-Long-Minton est présenté à la population. Nettoyé toute la matinée, il est mis au grand jour à 13 h 30 défilant devant une foule étonnée et ravie et tenant un panier chargé de légumes frais de la région picarde. Il est d'abord emmené sur la place de Lavarenne, avancé par un âne. Il est alors escorté par un cortège composé d'une soixantaines d'enfants — tous chaussés de sabots, les garçons portant une blouse rustique de toile écrue avec foulard et casquette et les filles vêtus d'un bonnet, d'un châle et d'un tablier de toile bleue — défilant au rythme d'une musique enfantine. Dès la mise en marche, un chef entame la chanson du géant, Avec les pompiers. Le cortège gagne peu à peu l'hôtel de ville sur le grand perron duquel a lieu la cérémonie du baptême du géant : Rebrez y prononce un discours en le finissant par la phrase « Je te baptise Fleurimont. » et l'épouse du maire Margry asperge le « baptisé » d'une bouteille de champagne. Dans le jardin de l'hôtel de ville, la foule s'empresse pour cette fête à succès, avec des pétarades et une musique encore plus vive. Le géant reprend finalement la marche dans les rues de Doullens ; des lignes du réseau électrique ont même dû être réhaussés pour le faire passer. Haut de 6 m et avec une armature en osier, il fait son office jusqu'en 1940 et on continue à le tirer par un âne lors de ses déplacements qui ne sont alors pas limités à la seule ville de Doullens. Abrité dans la salle des fêtes, place Thélu, il ne survit pas aux bombardements alliés de 1944.

### Versions ultérieures
Le deuxième géant Florimond-Long-Minton, de même taille, est construit en 1952.
La version actuelle du fameux géant est la troisième. Elle fait son apparition officielle dans les rues de la ville, le dimanche 18 mars 2007, les modèles antérieurs (à structure de bois et d'osier) ayant été détruits ou rendus inutilisables.

## Pour approfondir

### Recueil
- Charles Dessaint (ill. Félix Niaut), Contes ed' Fleurimond long-minton, La Vague Verte, 1997, 256 p.  (ISBN 978-2-908227-66-6).